# Columbia (megszemélyesítés)

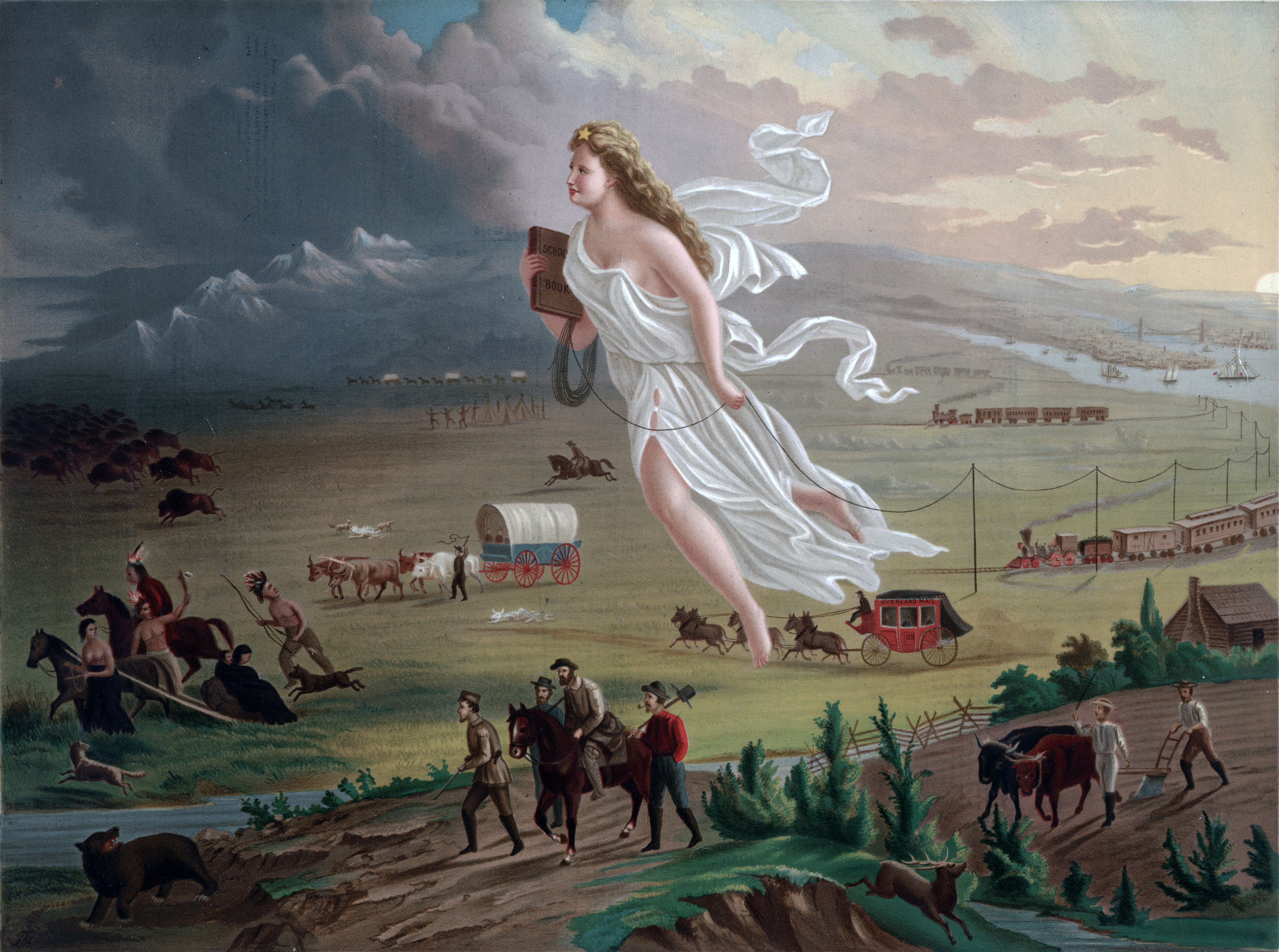
John Gast American Progress (1872) című műve az új nyugat modernizációjának allegorikus ábrázolása. Columbia, az Amerikai Egyesült Államok megszemélyesítője látható, amint az amerikai telepesekkel együtt nyugat felé vezeti a civilizációt. Látható, amint fényt visz keletről nyugatra, telegráfdrótot fűz fel, kezében tankönyvvel, és kiemeli a gazdasági tevékenység különböző szakaszait és a közlekedés fejlődő formáit. A bal oldalon az amerikai őslakosokat őshazájukból elűzik.

Columbia (/kəˈlʌmbiə/; kə-LUM-bee-ə), más néven Lady Columbia vagy Miss Columbia, az Amerikai Egyesült Államok női nemzeti megszemélyesítője. Történelmi elnevezésként az amerikai kontinensre és az Újvilágra is alkalmazták. Az asszociációból számos amerikai hely, tárgy, intézmény és vállalat neve származik, többek között a District of Columbia; Columbia (Dél-Karolina); Columbia Egyetem; „Üdvözlégy, Columbia”; Columbia Rediviva; és a Columbia folyó. Az 1886-ban felállított Szabadság-szobor (Liberty Enlightening the World, 1886) képei 1920 körül nagyjából kiszorították a megszemélyesített Columbiát, mint az Egyesült Államok női szimbólumát, és Lady Liberty-t egyszerre tekintették Columbia és a Szabadság Istennőjének ábrázolásának. Ő a hollywoodi filmstúdió, a Columbia Pictures logójának központi eleme.
A Columbia egy újlatin toponím, amelyet az 1730-as évek óta használnak az Egyesült Államokat alkotó tizenhárom gyarmatra utalva. A genovai felfedező, Kolumbusz Kristóf nevéből és a latin -ia végződésből származik, amely gyakori az országok latin neveiben (párhuzamosan Britannia, Gallia, Zealandia és mások).

## Lásd még
- Uncle Sam